# Cylisticus silvestris
Cylisticus silvestris là một loài chân đều trong họ Cylisticidae. Loài này được miêu tả khoa học năm 1957 bởi Borutzkii.